# 小行星3251
小行星3251（3251 Eratosthenes）是一颗绕太阳运转的小行星，为主小行星带小行星。该小行星于1960年9月24日发现。
該小行星以古希臘科學家埃拉托斯特尼命名。

## 轨道参数
小行星3251的轨道半长轴为3.1085408 UA，离心率为0.162。